# Bản Lầu
Bản Lầu là một xã thuộc huyện Mường Khương, tỉnh Lào Cai, Việt Nam.

## Địa lý
Xã Bản Lầu nằm ở phía tây nam của huyện Mường Khương, cách trung tâm huyện lỵ 30 km, có vị trí địa lý:
- Phía đông giáp xã Bản Sen
- Phía nam giáp các xã của huyện Bảo Thắngː nam và đông nam là xã Bản Cầm, tây nam là xã Bản Phiệt
- Phía tây giáp trấn Nam Khê (南溪镇)[3] huyện Hà Khẩu[4] châu Hồng Hà tỉnh Vân Nam Trung Quốc
- Phía bắc giáp xã Lùng Vai.

Đây là một trong những xã vùng thấp của huyện Mường Khương. Xã có dân tộc: H'Mông chiếm 30,38 %, Giáy, Tu Dí, Phù Lá, Thu Lao, Nùng.

## Hành chính
Xã Bản Lầu được chia thành 20 thôn: Cốc Chứ, Làng Ha, Lùng Cẩu, Na Nhung 1, Na Nhung 2, Na Lin, Bổ Quý, Trung Tâm, Na Pao, Lùng Tao, Thủ Lùng, Na Mạ 1, Na Mạ 2, Đồi Gianh, Pạc Bo, Na Lốc 1, Na Lốc 2, Na Lốc 3, Na Lốc 4, Cốc Phương.

## Giao thông
Xã Bản Lầu có quốc lộ 4D chạy qua.